# Renault FT-17
Renault FT-17 ali Automitrailleuse à chenilles Renault FT modèle 1917 je bil francoski lahki tank v prvi svetovni vojni in eden najbolj revolucionarnih tankov v zgodovini. Bil je prvi tank, ki je imel polno vrtljivo oboroženo kupolo na vrhu tanka.

## Razvoj
Razvoj tega tanka se je začel julija 1916. Projekt je vodil znan proizvajalec avtomobilov Louis Renault. Pritegnila ga je zamisel o gradnji čisto novega tanka. Načrte pa je sestavil takrat zelo talentiran oblikovalec Rodolphe Ernst-Metzmaier. Projekt je bil predstavljen oktobra 1916 generalu Estiennu. Naslednji korak je bil težji, saj general Estienne ni mogel prepričati direktorja podjetja Motor Services, generala Mourreta, da bi podprl program. General Estienne je prosil za podporo generala Joffreja. Ta je dosegel, da so mu odobrili proizvodnjo enega prototipa tanka. Ker je bil Louis Renault tako neučakan je gradnjo začel še pred uradno potrditvijo. Januarja 1917 je bil narejen prvi prototip tega tanka pod imenom Char Mitrailleur. V prihodnjih mesecih pa je še uspešno končal testiranja. Decembra 1916 je bila naročena prva serijska proizvodnja stotih tankov. Naročilo tankov se je s testiranji večalo. Februarja 1917 se je število naročenih tankov povečalo na 150, aprila pa na 1000 primerkov. Sposobnosti tanka so bile tako dobre, da so junija povečali naročilo na 3500. Do oktobra 1918 se je naročilo tankov Renault povečalo na 7820 tankov. Do konca vojne so naredili 3530 tankov Renault FT, od tega jih je 3177 sprejela francoska vojska. Med samo proizvodnjo so imeli veliko težav, saj so oklepe prejemali iz Britanije. Od pošiljke so morali 40% dobave zavreči, saj je bila neprimerna. Uporabniki teh tankov v vojni so se srečevali z večjimi mehanskimi težavami. Ta tank je postal po vojni glavni izvozni produkt Francije.

## Sodelovanje v bojih
Najbolj obširno so se tanki uporabljali v francoski in ameriški vojski, v zaključnih fazah prve svetovne vojne. Zaradi nizke cene proizvodnje so jih nameravali do leta 1919 narediti 12260, vendar so nemške čete kapitulirale že 1918. 
Po prvi svetovni vojni se je veliko držav zanimalo za ta tank. Uporabljati so ga začele skoraj vse pomebne države, razen Velike Britanije. Svetovna vojna je bila končana, vendar so bili prisotni mnogi konflikti. Tako je tank sodeloval v ruski državljanski vojni, poljsko-sovjetski vojni, kitajski državljanski vojni, ter španski državljanski vojni. 
Tank Renault FT-17 se je ohranil do druge svetovne vojne. Francoska vojska je imela opremljenih 8 bataljonov po 63 tankov Renault FT-17. Znano je, da v drugi svetovni vojni Francozi niso imeli težave z opremo,ampak s taktiko. Veliko tankov so Nemci Francozom zasegli ter jih ponovno uporabili v bojih in za zaščito pomembnih objektov. 
Tanke so uporabljali tudi Rusi, ki so zasegli tanke Beli gardi, ter jih začeli izdelovati v svojih tovarnah. Izdelovali so ga pod imenom T-18.

## Različice
- Char à canon 37
- Char mitrailleur
- FT 75 BS
- Char signal ali TSF
- FT-17 modifié 31
- Six Ton Tank Model 1917
- Russkiy Reno
- Fiat 3000